# Ito Sekisui V
Ito Sekisui V (伊藤赤水五代目, né en 1941) est un potier japonais.
La famille Sekisui a une longue tradition de création en céramique et Ito Sekisui V appartient à la 14e génération. Il reçoit le nom de naissance Yoichi Ito, le premier caractère de son nom (yo 窯) étant le mot japonais pour four. Après la mort de son père Ito Sekisui IV (alors que Yoichi a 19 ans), il étudie la céramique à l'université de Kyoto. Après l'obtention de son diplôme en 1966, il retourne dans sa ville natale de Sado dans la préfecture de Niigata afin de reprendre l'entreprise familiale,.
Son travail est exposé au Salon des arts et les métiers traditionnels en 1972. En 1973, il remporte le premier prix lors de la deuxième édition de l'exposition de l'art de la céramique du Japon. Au cours des années 1980, Sekisui V commence à créer des œuvres neriage ainsi que des pièces traditionnelles mumyoi-yaki de sa famille et en 2003 est désigné Trésor national vivant du Japon pour ses réalisations dans ces domaines.

## Source de la traduction
- (en) Cet article est partiellement ou en totalité issu de l’article de Wikipédia en anglais intitulé « Ito Sekisui V » (voir la liste des auteurs).